# Cerura tehuacana
Cerura tehuacana är en fjärilsart som beskrevs av Max Wilhelm Karl Draudt 1932. Cerura tehuacana ingår i släktet Cerura och familjen tandspinnare. Inga underarter finns listade i Catalogue of Life.